# 貝雷濟夫卡 (斯瓦托韋區)
49°54′27″N 38°31′31″E / 49.90750°N 38.52528°E
貝雷濟夫卡（烏克蘭語：Березівка）是位於烏克蘭東部的村莊，由盧甘斯克州斯瓦托韋區的洛茲諾-亞歷山德里夫卡市鎮負責管轄。該村始建於1928年，面積14平方公里，海拔高度138米，2001年人口8，人口密度每平方公里0.6人。